# Manual de Merck
El manual Merck de diagnóstico y terapia (en inglés Merck Manual of Diagnosis and Therapy), a menudo denominado simplemente manual de Merck es un libro de texto médico sobre enfermedades y tratamientos. Se publicó por primera vez en 1899, y actualmente va por la 20ª edición (2020).

## Historia
En 1899 la edición de libros de medicina eran escasos y dejaban bastante que desear. Fue entonces cuando desde Inglaterra se publicó un manual compuesto por más de 3000 páginas, titulado
El Manual Merck de Materia Médica logrando una enorme aceptación; ya que los enfermos, tras la lectura del manual, podrían ir a su médico para expresar sus dolencias con mejor conocimiento. 
Pasó el tiempo, y con un promedio de 3 años salía al mercado una nueva edición del Manual Merck. Considerado el mejor libro de medicina de todos los tiempos, las ventas estaban aseguradas. Durante Segunda Guerra Mundial la demanda del Manual Merck bajó catastróficamente, de modo que los responsables de la editorial decidieron producir un nuevo manual para los heridos: El Manual Merck: Guía de Guerra, pero el libro no tuvo la demanda que se esperaba.  La editorial interrumpió la producción y los seis años de guerra fueron los peores para el Manual Merck. Fue entonces cuando sus propietarios entendieron que los años de gloria habían acabado y decidieron tomarse unas vacaciones hasta 1950.
Después, 1950, la editorial volvió publicar el manual, volviendo a ser el más comprado por especialistas y no especialistas en la materia y  probablemente lo seguirá siendo, puesto que es el libro que explica con las palabras más simples lo que es la enfermedad y su tratamiento.

## Acceso

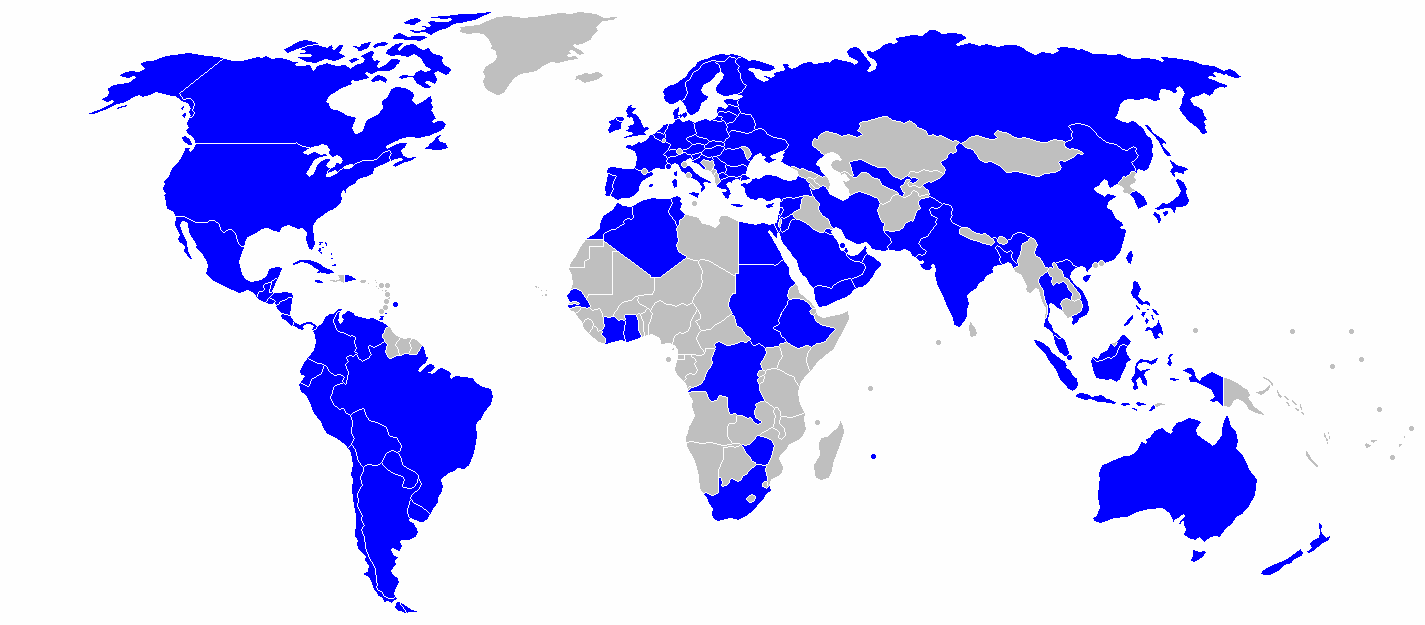
Países donde se usa el manual de Merck.

El Manual Merck de información médica para el hogar se presenta de una forma rigurosa pero simultáneamente accesible y amena para sastifacer la creciente demanda del público para acceder a una información médica detallada y completa. La presente edición española se basa, prácticamente en su totalidad, en la obra Manual de Merck de diagnóstico y terapéutica, más conocido como el Manual Merck.

## Formación

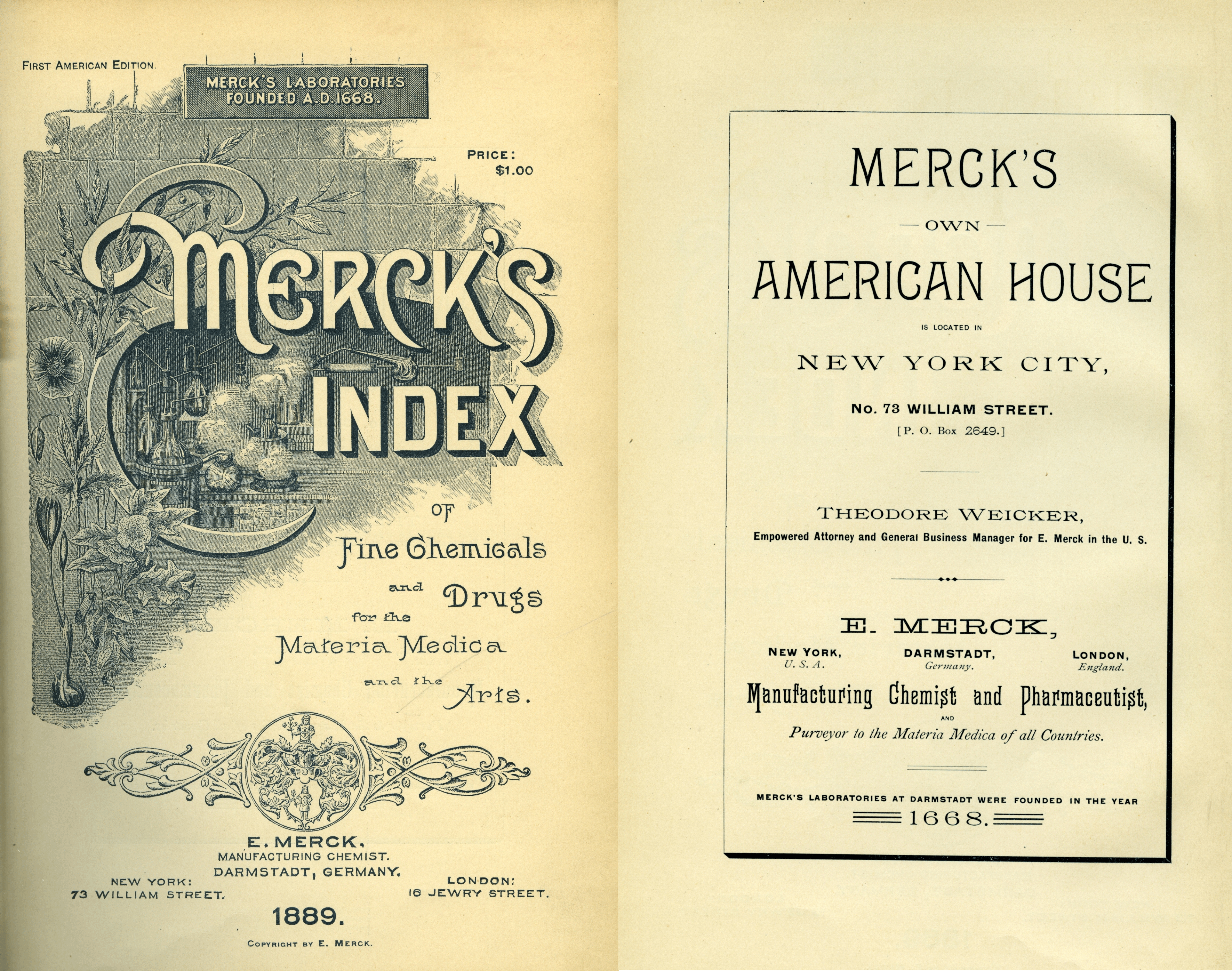
Primera edición.

El libro está compuesto por 24 secciones divididas en capítulos. Las secciones son las siguientes
- Sección 1: Fundamentos
- Sección 2: Fármacos
- Sección 3: Enfermedades cardiovasculares
- Sección 4: Trastornos del aparato respiratorio
- Sección 5: Trastornos de los huesos, articulaciones y los músculos
- Sección 6: Trastornos del cerebro y del sistema nervioso
- Sección 7: Trastornos mentales
- Sección 8: Trastornos de la boca y los dientes
- Sección 9: Trastornos Gastrointestinales
- Sección 10: Trastornos del hígado y la vesícula biliar
- Sección 11: Trastornos del riñón y las vías urinarias
- Sección 12: Trastornos de la nutrición y del metabolismo
- Sección 13: Trastornos hormonales
- Sección 14: Trastornos de la sangre
- Sección 15: Cáncer
- Sección 16: Trastornos del sistema inmunitario
- Sección 17: Infecciones
- Sección 18: Enfermedades de la piel
- Sección 19: Trastornos del oído, la nariz y la garganta
- Sección 20: Trastornos oculares
- Sección 21: Problemas de salud del varón
- Sección 22: Problemas de salud de la mujer
- Sección 23: Problemas de salud en la infancia
- Sección 24: Accidentes, lesiones y apéndice